# Horn Head

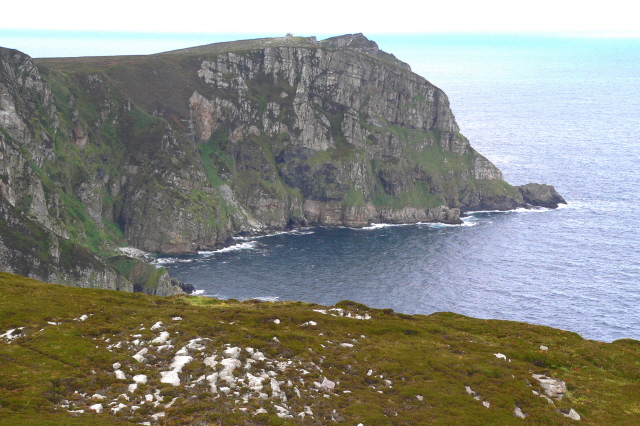
Panoramica

Horn Head (Corran Binne in gaelico irlandese, che significa "dirupo nella collina", quasi mai italianizzato in Capo Horn per non confonderlo con il più famoso Capo Horn in Sud America) è un promontorio settentrionale del Donegal, in Irlanda, a breve distanza dall'abitato di Dunfanaghy.  Costituisce il tratto costiero estremo occidentale della Sheephaven Bay.
Luogo desolato a selvaggio, è costituito da un'area rurale collinare che si insinua lungo il promontorio verso l'Atlantico prima di precipitarvi improvvisamente formando scogliere drammatiche che raggiungono un'altezza massima di 180 metri (di poco inferiore alle celebri Cliffs of Moher).

## Turismo

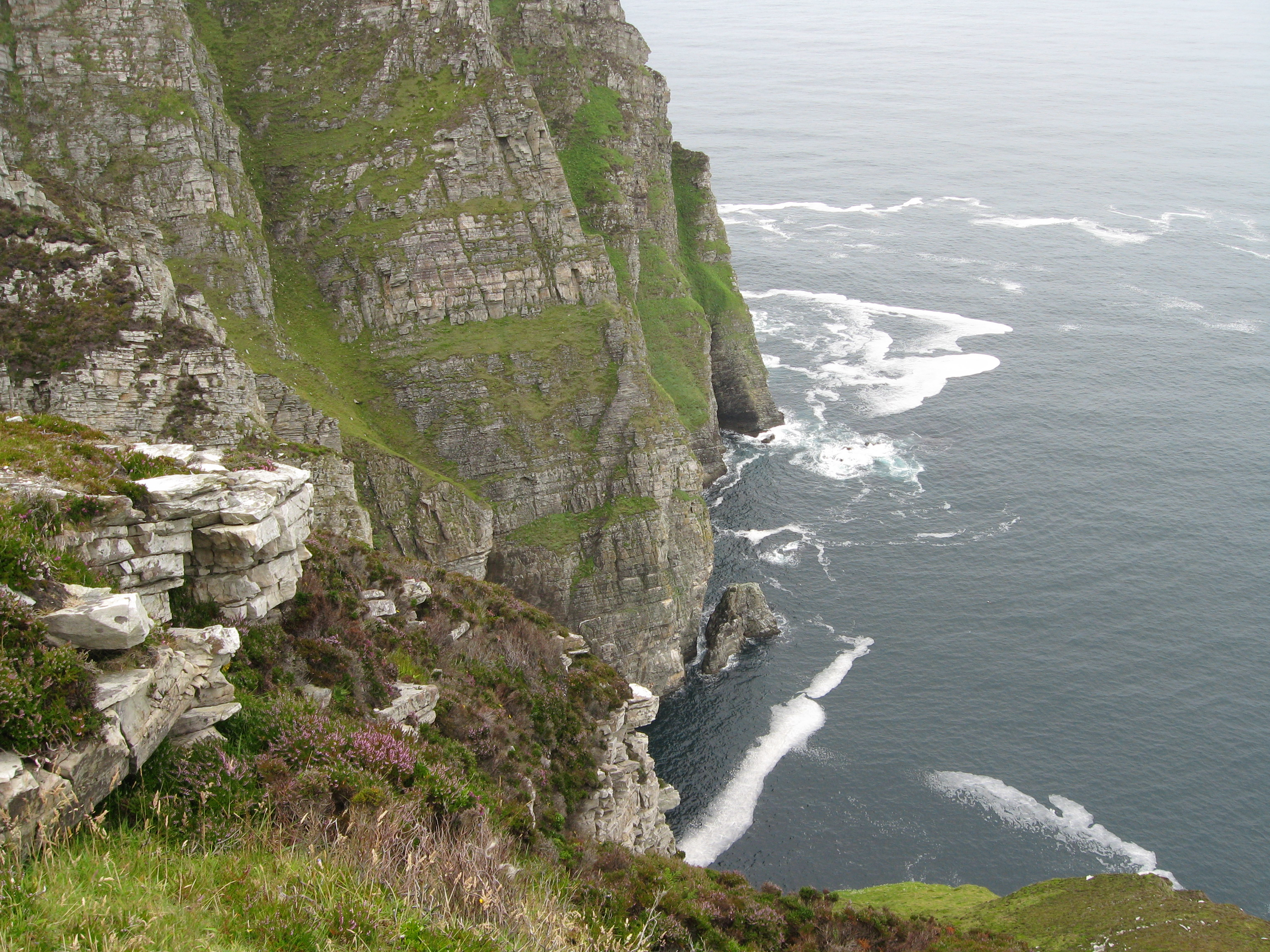
Dettaglio del precipizio nei pressi di una delle due torri

L'area, per quanto non inserita nei maggiori circuiti turistici irlandesi, è apprezzata dai visitatori per i luoghi particolarmente incontaminati, le panoramiche molto suggestive e la presenza di siti preistorici di discreto interesse. I panorami sono facilmente apprezzabili anche dalla presenza di due torri, una di origine napoleonica e l'altra della Seconda guerra mondiale. 
Curiosa la cosiddetta McSwyne's Gun ("Pistola di McSwyne"), una grotta verticale nella scogliera che parte dal terreno sovrastante e termina in mare e che un passato provocava sbuffi di acqua oceanica e forti fragori, sentiti dai locali anche a più di 10 chilometri di distanza (da cui il nome del luogo). Oggi tuttavia per mutazioni geologiche ha perso gran parte della sua spettacolarità.

## Fauna
A livello naturalistico è da annoverare la presenza di colonie di marangone dal ciuffo, gazza marina e pulcinelle di mare (uno dei pochi luoghi sulla terraferma irlandese), ma in generale l'intera area costituisce una zona protetta dal Governo Irlandese.

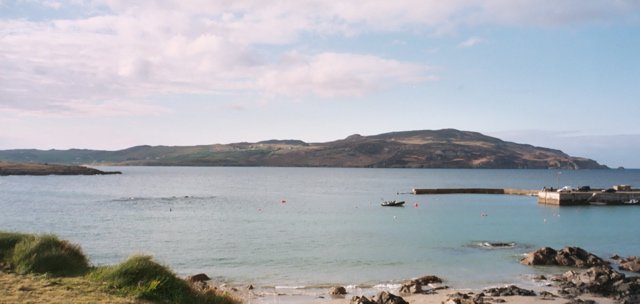
Tutto il promontorio da Dunfanaghy